# Большой русский альбом
Интернет-проект «Большой Русский Альбом» — некоммерческий веб-сайт, существующий с 2008 года и созданный частным лицом.

## О проекте
Интернет-сайт «Большой Русский Альбом. Вся Россия в лицах и биографиях» был создан 15 января 2008 года и официально запущен 4 мая того же года. 19 августа того же года открыт для свободного просмотра и участия.
22 сентября 2008 года сайт зарегистрирован как средство массовой информации в Федеральной службе РФ по надзору в сфере связи и массовых коммуникаций (Свидетельство о государственной регистрации ЭЛ № ФС77-33533) Охарактеризовано в реестре РКН как электронное периодическое издание на русском и английском языках.
Суть проекта заключается в создании общенациональной биографической фототеки. Содержанием проекта является сбор и публикация фотографий из семейных альбомов и домашних архивов (периода до 1957 года), а также биографической информации о людях, запечатленных на фото. Проект имеет открытый характер — доступен для участия всех желающих и свободного просмотра.
В базе проекта — более 50.000 фотографий, сопровождаемых биографической информацией.
Лилия Владимирова в своем обзоре на сайте photographer.ru характеризует «Большой русский альбом» как проект, достаточно востребованный во всероссийском масштабе.